# 硝酸銀(I)
硝酸銀(I)（しょうさんぎん いち、英: silver(I) nitrate）は組成式 AgNO3、式量 169.89 の銀の硝酸塩である。日本の法令では毒物及び劇物取締法により劇物に指定される。銀を硝酸に溶かすと得られる。

## 合成
純銀を少量の純粋な硝酸に溶解させ、蒸発・乾燥させて得られる。この際、二酸化窒素などが発生する。
{\displaystyle {\ce {{Ag}+ 2HNO3 -> {AgNO3}+ {NO2}+ H2O}}}
工業的にもこの方法で製造している。ただし、上記は濃硝酸との反応式であり、希硝酸との場合は以下のようになる。
{\displaystyle {\ce {{3Ag}+ 4HNO3 -> {3AgNO3}+ {NO}+ 2H2O}}}

## 性質

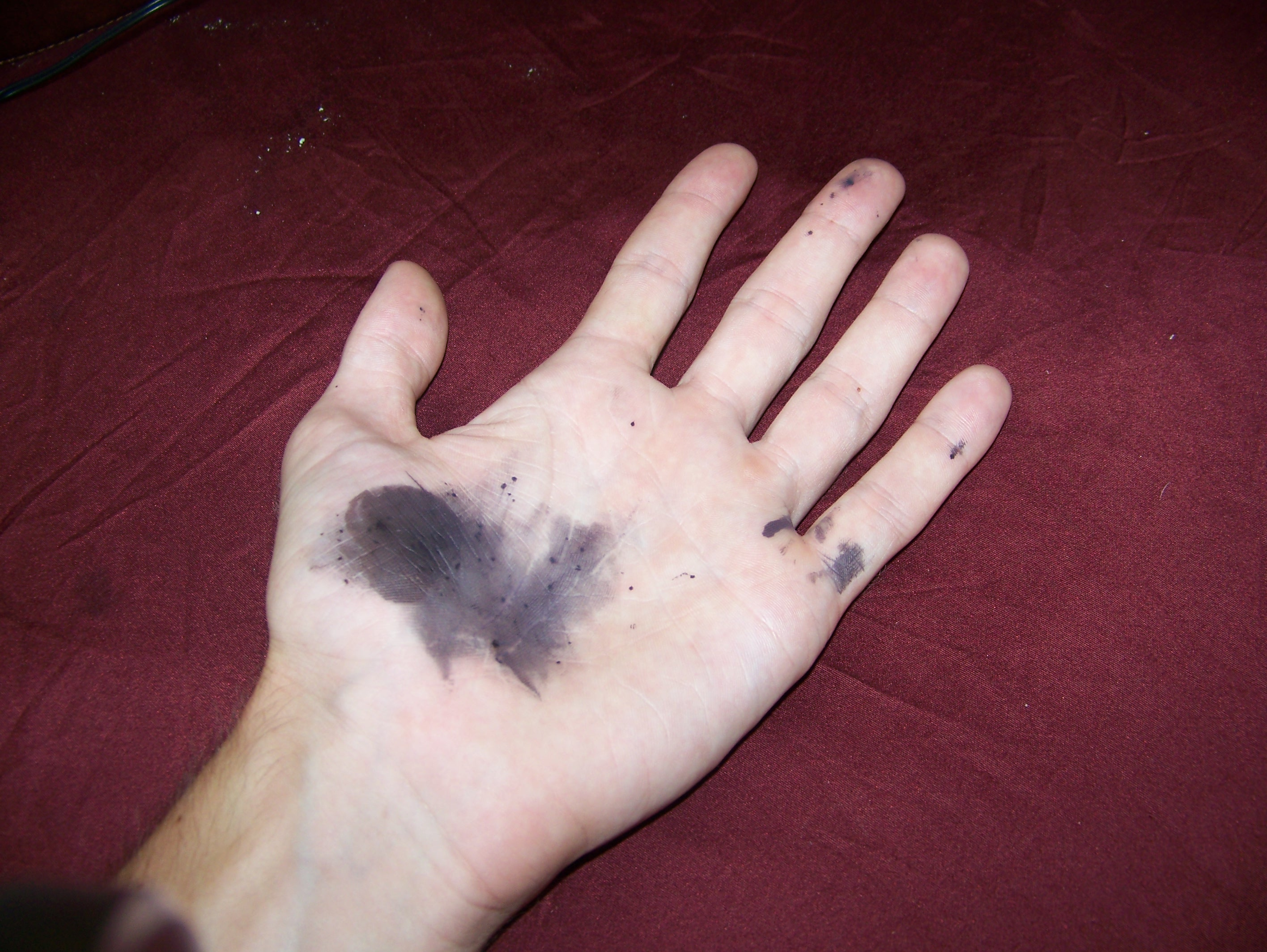
硝酸銀により黒変した皮膚

強電解質であり水によく溶けるが、非極性溶媒には溶けにくい。メタノールやアセトンにも多少溶解するが、ベンゼンには難溶である。水溶液はほぼ中性を示す。手につくと還元されて銀の微粒子が沈着し黒色に染まりしばらく取れない。また酸化作用による腐食性を有する。
無色の結晶性固体で、不純物、特に有機物を含む場合、太陽光の下で有機物に触れると還元され、黒色を呈する。高純度の場合は比較的光に対して安定である。銀鏡反応の試薬としてめっきに用いられることがある。また、塩化物と反応し白色の塩化銀(I) (AgCl) を生じるため、塩化物イオンの検出に利用されることもある。その他、殺菌剤・写真感光剤・分析試薬・電気通信機器用・鏡や魔法瓶など銀めっき用・医薬品の原料などの用途がある。光で化学反応を起こすため褐色瓶に保存する。
硝酸銀(I)は液体アンモニア（液安）またはアンモニア水と反応して徐々に雷銀（Ag3N と AgNH2 の混合物）と呼ばれる黒色の結晶を生成することがある。これは非常に敏感な化合物であり、水溶液中でも少しの摩擦・熱でも爆発する。またナトリウムイオンの存在下でこの化合物の生成が促進されるので、これらの化合物を誤って作った場合、硝酸銀(I)とアンモニアを混合した廃液、銀鏡反応を行ったあとの廃液は食塩水（塩化ナトリウム水溶液）または塩酸で分解してから処分する必要がある。

## 利用
硝酸銀は、写真材料、鏡、魔法瓶の材料として利用されてきた。また、加工により起爆剤として利用されることもあり、1971年、大阪府の魔法瓶製造会社から100kgもの硝酸銀が盗まれた際には、過激派が爆弾闘争に用いる可能性を踏まえ、大阪府警察内に異例の捜査本部が設置されたことがある。
医療用として、1~2%水溶液を、眼病予防のために、新生児に点眼することがある。